# Наталія Обренович
Наталія Обренович (серб. Наталіја Обреновіћ; 15 травня 1859, Флоренція — 8 травня 1941 Сен-Дені, Франція) — до шлюбу Кешко, дружина короля Сербії Мілана І, принца Сербського королівства з 1875 до 1882 і королева Сербії з 1882 до 1888.

## Походження
Народилася у 1859 році у Флоренції, Велике Герерцогство Тоскана (Італія). Дочка багатого бессарабського поміщика і полковника російської служби Петра Івановича Кешко і молдавської князівни Пульхерії Стурдзи.
У неї було дві сестри і один брат.
Марія (1861—1935) була у шлюбі з князем Григором Гікою (1847—1913)
Катерина одружилася 5 лютого 1883 з князем Євгеном Гікою (1840—1912)
Джон, єдиний брат, він був четвертою і останньою дитиною.
Після того, як вони осиротіли, їх взяла під опіку материна тітка Катерина Морузі.

## Шлюб
Наталія стала дружиною 17 жовтня 1875 року свого троюрідного брата, принца сербського Мілана Обреновича. У шлюбі народила двох синів: старший — майбутній король Олександр (1876—1903), молодший Сергій, який помер через кілька днів після народження у 1878 році. Під її впливом скромний доти сербський двір став відрізнятися блиском і розкішшю.
З перших років подружнього життя у Наталії почалися чвари з чоловіком. Бачити їх причину в політичних розбіжностях було б помилкою: Наталія завжди схилялася до тієї партії, яка в даний момент була ворожа її чоловікові. Значну роль відігравало прагнення королеви керувати справами країни, а також, можливо, подружня невірність Мілана.

## Розлучення
Спочатку Наталя вміла, за її висловом (в меморандумі, поданому в скупщину в 1890 році), приховувати сльози за веселою посмішкою, але в 1887 році це стало для неї неможливим: Мілан уклав з нею формальний договір, в силу якого їхній син повинен був виховуватися в Німеччині і у Франції, під наглядом матері, що одержувала доступ до Сербії тільки на літні місяці. Наталя підписала договір, розраховуючи, як вона сама каже в меморандумі, що він не буде виконаний; але Мілан примусив її виїхати за кордон і перший же став порушувати його. Наталя почала агітацію, знаходячи гарячу підтримку в партії напредняків, які сподівалися підняти свій престиж за допомогою королеви, популярність якої в народі, що живиться загальною ненавистю до її чоловіка, в той час була ще досить велика. Мілан запропонував своїй дружині новий договір, який в головних рисах підтверджував перший. Але Наталі було важливіше повернутися в Сербію, ніж залишатися з сином, і тому вона відкинула угоду. Тоді Мілан послав генерала Протич, який, за допомогою німецької поліції, відібрав у матері сина, спираючись на батьківське право. Одночасно Мілан почав процес про розлучення. Для нього не знайшлося формальних підстав; духовний суд не хотів прийняти скарги короля, але митрополит Теодосій своєю владою визнав шлюб розірваним (12 жовтня 1888 р.).

## Після повернення в Сербію
Наталя не примирилася, однак, з положенням розлученої дружини. Зречення Мілана від престолу оживило надії Наталії; вперто відмовляючись від пропонованих їй регентством побачень із сином за кордоном, вона стала домагатися відновлення своїх прав королеви-матері і, нарешті, в кінці 1889 року повернулася до Сербії. Регентство перешкоджало їй в побаченнях із сином, і взагалі становище її було вже не те. Наталя подала в скупщину довгий меморандум, в якому докладно викладала історію своїх відносин з чоловіком і, не визначаючи в точності своїх бажань, вимагала «справедливості, якщо тільки справедливість існує в цій країні». Скупщина визнала себе некомпетентною для обговорення цього документа, але синод, за скаргою Наталії, визнав незаконним акт митрополита Теодосія (вже заміненого на той час Михайлом).
У 1891 році скупщина ухвалила, що батьки короля не мають права в'їзду до Сербії до його повноліття. Наталя не підкорилася цьому рішенню; уряду Пашича довелося вдатися до сили. Наталя зібрала своїх прихильників, які в перший раз відбили її з рук жандармів; на наступний день, однак, вона була перепроваджена на вокзал і вивезена за кордон, причому сталася вулична сутичка, під час якої було кілька убитих. Не задовольняючись агітацією у пресі через інших осіб, Наталя сама написала казку «Мати», в якій зображувала історію відносин між доброчесними матір'ю і сином, розлученими злою силою. Фактично невірно в ній зображенно сина, який всією душею прагне до матері, тоді як в дійсності 15-річний король спокійно грав в кеглі під час вуличної бійки через його матір.
У 1893 році Олександр I особливим указом відновив права Наталії; вона повернулася до Сербії. Її вплив на сина став значнішим, ніж раніше, і переважав навіть вплив Мілана. Меморандум Наталії, з усіма документами, надрукований під заголовком: «Mémoires de Nathalie, reine de Serbie» (Париж, 1891). Однак, в 1898 році королева-мати, незадоволена майбутнім шлюбом її сина, короля Олександра, з придворною дамою Драгою Машин, поїхала за кордон і жила з тих пір переважно в Біарріці, на віллі «Сашкове» (названої так нею на честь сина).
У 1902 році Наталія перейшла в католицтво. Після військового перевороту 1903 року, коли Олександра і його дружину по-звірячому вбили, і до влади прийшли Карагеоргієвичі, — екс-королева Наталія прийняла чернецтво. Майже все життя вона прожила у Франції. Померла 8 травня 1941 року в монастирі Сен-Дені, поблизу Парижа. Похована на цвинтарі Ларді, неподалік від Парижа. Її неопубліковані мемуари зберігаються у Ватикані. Свої земельні володіння в Сербії Наталія заповіла Белградському університету, а також монастирям і церквам, які перебували під заступництвом Обреновичей. За життя вона надавала матеріальну підтримку нащадкам Якова Обреновича, брата князя Мілоша Обреновича.